# Sarcoglottis pseudovillosa
Sarcoglottis pseudovillosa là một loài thực vật có hoa trong họ Lan. Loài này được Mytnik, Rutk. & Szlach. mô tả khoa học đầu tiên năm 2006.